# Nom de code : Rose
Nom de code : Rose est un téléfilm français réalisé en 2012 par Arnauld Mercadier.

## Synopsis
Margot Chapelier est assistante de direction chez "Maison Exotique", une entreprise d'import-export. Entreprise surveillée de près par les services secrets français qui soupçonnent la direction de vouloir faire rentrer sur le territoire un virus mortel. Margot va, malgré elle, être recrutée par un agent spécial.

## Fiche technique
- Titre original : Nom de code : Rose
- Réalisation : Arnauld Mercadier
- Idée originale de Felicia Massoni et Éric Delcourt
- Scénario : Arnauld Mercadier, Frédérique Moreau, Patrick Renaud, Marie Lefevre, Felicia Massoni er Éric Delcourt
- Musique : La Grande Sophie
- Société de production : EuropaCorp Télévision
- Pays d'origine :  France
- Durée : 90 minutes
- Date de tournage : juillet 2012
- Lieu de tournage : Toulouse, Blagnac
- Dates de première diffusion :
  - Belgique : 11 novembre 2012 sur La Une
  - Suisse : 2 janvier 2013 sur RTS Un
  - France : 4 novembre 2013 sur TF1

## Distribution
- Claire Keim : Margot Chapelier
- Florence Pernel : Laurence de Seznac
- Serge Hazanavicius : Fabrice Chapelier
- Lannick Gautry : François-Xavier Baudat
- Amanda Lear : Manoue, la mère de Margot
- Yvan Le Bolloc'h : Marc-Antoine Lebrun
- Nadège Beausson-Diagne : Sandrine Duval
- Laurent Spielvogel : Commandant Guéro
- Éric Naggar : Paul Caillard
- Kader Lassina Touré : Djojo
- Bruno Canredon : Philippe
- Nathan Lourenço : Gaby Chapelier
- Leïla Macaire : Louise Chapelier
- Lucien Belvès : Théo Chapelier

## Distinction
- Festival de la fiction TV de La Rochelle 2013 : meilleure musique pour La Grande Sophie[1]